# 18 الدلفين b

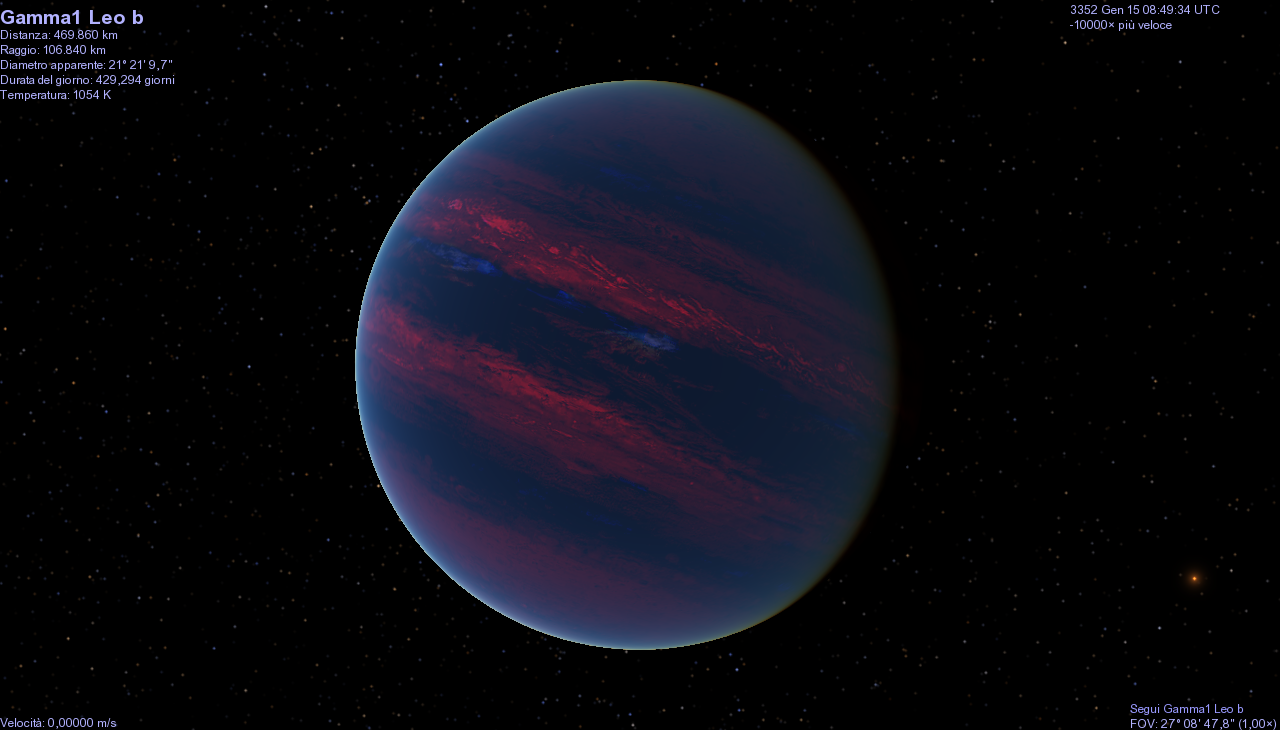
رسم تخيلي لكوكب "الدلفين 18 ب".

18 الدلفين ب هو كوكب خارج المجموعة الشمسية من نوع مشتري حار، ذو كتلة كبيرة جدًا وكثافة شديدة، ويبعد عن الأرض 238 سنة ضوئية تقريبًا. يقع في كوكبة الدلفين، ويدور حول العملاق الأصفر الدلفين 18، حيث يُتم دورة حوله مرة كل 993 يومًا. هناك خلاف حول ما إذا كان كوكبًا غازيًا أم قزمًا بنيًا, نظرًا لكبر كتلته التي تبلغ 10.3 كتلة مشتري. وقد اكتشف الكوكب في 19 فبراير (شباط) عام 2008.

## اقرأ أيضا
- اتش دي 189733 ب
- نطاق صالح للسكن